# هجوم جنوب غرب درعا (فبراير 2017)
شن جيش خالد بن الوليد الفصيل التابع لتنظيم الدولة الإسلامية (داعش) هجوم داعش في درعا (فبراير 2017)، في جنوب غرب سوريا بالقرب من مرتفعات الجولان وعلى الحدود مع إسرائيل والأردن.

## الهجوم
استعدادًا للهجوم، زود الفصيل التابع لداعش سرًا بالمعلومات الاستخبارية والذخيرة من أعضاء ثلاثة فصائل متمردة مقابل أموال. كما أن أنصار التنظيم الذين جندوا، ومن بينهم موظفو البلديات والنساء والأطفال الذين لا تتجاوز أعمارهم 12، قد ساعدوا أيضًا في تهريب الأسلحة والأعتدة إلى جيب داعش المحاصر.
وفي 20 فبراير 2017، استغل جيش خالد بن الوليد إعادة توجيه المتمردين للأفراد لشن هجوم في مدينة درعا وشن هجومه الواسع النطاق الذي أدى إلى استيلاءه على تسيل، فضلًا عن أربع بلدات وقرى أخرى وتلة. وتمكن المتمردون من استعادة بلدتان فقط.
وقد بدأ الهجوم بعد ساعات قليلة من منتصف الليل في 19 فبراير، عندما اخترق جيش خالد بن الوليد الاتصالات مع الجيش الحر، وأعلن أن خطوط المتمردين قد خرقت في ثلاث بلدات، بما فيها تسيل. وقالوا لوحدات المتمردين أن يتراجعوا لأن داعش استولوا بالفعل على القرى. وفي الوقت نفسه، سيطر أنصار داعش في الأراضي التي يسيطر عليها المتمردون على نظم المخاطبة العامة في المساجد القروية، وأعلنوا أن تنظيم داعش كان المسيطر، وفي حين أن أعضاء الخلايا النائمة في داعش، التي لم يتجاوز عددها 10 في كل قرية، هاجموا المتمردين من الخلف وخلقوا انطباعًا بان خرق خطوط المتمردين قد حدث بالفعل. وأدى ذلك إلى انسحاب معظم القوات المتمردة. التلة التي تم الاستيلاء عليها كانت قمة تل الجموع الاستراتيجية المطلة على تسيل. وكان لديها 15 موقعًا للمتمردين، كان كل منها مزودًا باثنين أو ثلاثة من المقاتلين. وقد تقدمت قوات داعش من خلال المواقع، فقتلت المتمردين الذين كانوا بطيئين جدًا في الفرار.
وفي 22 فبراير، استولت قوات داعش علي ثلاث مناطق أخرى، منها قاعدة عسكرية سابقة. وعند هذه النقطة، ومنذ بداية الهجوم، قتل 132 شخصًا في القتال، معظمهم من المقاتلين. وكان من بين القتلى بعض المتمردين المأسورين الذين تم قطع رأسهم. وبعد ثلاثة أيام، استولت داعش على قريتين أخريين. وبهذا التقدم، كانت داعش قد ضاعفت تقريبًا حجم أراضيها في المنطقة منذ بداية الهجوم.
وفي 27 فبراير، استعاد المتمردون قريتين وأفيد في البداية بأنهم استعادوا أيضًا تل الجموع. بيد أن الهجوم الذي شنه المتمردون على التل الذي تسيطر عليه داعش تم صده عقب كمين نصبته داعش لقوات المتمردين وأسفر عن مقتل 31 من المقاتلين المتمردين.

## ما بعد
في نهاية فبراير، شكل المتمردون من 16 فصيلًا مختلفًا من الفصائل التابعة للجيش الحر غرفة عمليات نوى في محاولة للحد من التقدم الذي حققه جيش خالد بن الوليد المرتبط بداعش. وفي 7 مارس، تم صد هجوم جديد للمتمردين حاول إعادة الاستيلاء على قريتين من داعش، وابلغ عن مقتل 19 من المقاتلين المتمردين. وفي 19 مارس، حاولت الجبهة الجنوبية وتحرير الشام اقتحام قريتي تل عشترة وجلين مره أخرى، إلا أن هجومهما فشل مع بقاء جيش خالد بن وليد مسيطرًا على القرى.
وفي 15 أبريل، أحبط هجوم آخر للمتمردين، حيث أحبط جيش خالد بن الوليد تقدمهم بين بلدتي تسيل و‌طفس، مما أسفر عن مقتل 17 مقاتلًا من المتمردين وإصابة 30 آخرين. واستمر القتال في 17 أبريل، حيث تعرض المتمردون لكمين وأصيبوا بخسائر فادحة حيث قتل 25 شخصًا وجرح 27 آخرون.
وفي 8 مايو، صد جيش خالد بن الوليد هجومًا عنيفًا شمل أسلحة ثقيلة ودبابات من جانب جماعه الجبهة الجنوبية المسلحة، مما أسفر عن مقتل 17 مقاتلًا من الجبهة الجنوبية وإصابة 15 آخرين.
وفي 15 مايو، صد جيش خالد بن الوليد هجوما آخر شنته الجبهة الجنوبية، مما أدى إلى فصل عدد من رؤوس مقاتلي الجبهة الجنوبية عن أجسادهم.